# Xã Independence, Quận Schuyler, Missouri
Xã Independence (tiếng Anh: Independence Township) là một xã thuộc quận Schuyler, tiểu bang Missouri, Hoa Kỳ. Năm 2010, dân số của xã này là 306 người.